# (458) Hercynia
(458) Hercynia – planetoida z pasa głównego asteroid okrążająca Słońce w ciągu 5 lat i 72 dni w średniej odległości 3,0 j.a. Została odkryta 21 września 1900 roku w Landessternwarte Heidelberg-Königstuhl w Heidelbergu przez Maxa Wolfa i Arnolda Schwassmanna. Nazwa planetoidy pochodzi od łacińskiej nazwy zalesionego, górzystego regionu w Niemczech. Przed jej nadaniem planetoida nosiła oznaczenie tymczasowe (458) 1900 FK.